# Danh sách tác phẩm văn học được dịch sang nhiều ngôn ngữ
Đây là danh sách các tác phẩm văn học (bao gồm tiểu thuyết, kịch, phim, và bộ sưu tập các bài thơ hoặc truyện ngắn) được sắp xếp theo số lượng ngôn ngữ mà họ đã được dịch ra.
Đây là một danh sách chưa hoàn tất, và có thể sẽ không bao giờ thỏa mãn yêu cầu hoàn tất. Bạn có thể đóng góp bằng cách mở rộng nó bằng các thông tin đáng tin cậy.
| Tựa đề                                                                         | Tác giả                                   | Năm xuất bản | Số lượng các ngôn ngữ với các nguồn                                                                                                 | Ngôn ngữ gốc                                  |
| ------------------------------------------------------------------------------ | ----------------------------------------- | ------------ | --- | --------------------------------------------- |
| Kinh Thánh                                                                     | Giê-hô-va Đức Chúa Trời                   | 100–200 CN.  | 2,454 (at least one book); 438 (protocanonical Old Testament and New Testament)                                                     | Tiếng Do Thái, Tiếng Aram, Tiếng Hy Lạp Koine |
| Pinocchio                                                                      | Carlo Collodi                             | 1883         | 260, > 200 | Tiếng Ý                                       |
| Kinh Thánh thật sự dạy gì?                                                     | Nhân Chứng Giê-hô-va                      | 2005         | 209 | Tiếng Anh                                     |
| Pilgrim's Progress                                                             | John Bunyan                               | 1678         | 200 | Tiếng Anh                                     |
| Tháp Canh                                                                      | Nhân Chứng Giê-hô-va                      | 1879 - 2011  | >188 | Tiếng Anh                                     |
| '                                                                              | Antoine de Saint Exupéry                  | 1943         | >180 | Tiếng Pháp                                    |
| Steps to Christ                                                                | Ellen G. White                            | 1892         | >135, >140 | Tiếng Anh                                     |
| Sách Mặc Môn                                                                   | Xem Nguồn gốc của Sách Mặc Môn            | 1830         | 107 | Tiếng Anh                                     |
| Qur'an                                                                         | Xem Nguồn gốc và sự phát triển của Qur'an | 650          | 102 | Classical Arabic                              |
| Kinh Thánh Bản dịch Thế giới Mới(New World Translation of the Holy Scriptures) | Nhân Chứng Giê-hô-va                      | 1950 - 2011  | >96 (>64 cho toàn bộ Kinh Thánh) | Tiếng Anh                                     |
| The Adventures of Tintin                                                       | Hergé                                     | 1929–1976    | 96 | Tiếng Pháp                                    |
| The Imitation of Christ                                                        | Thomas à Kempis                           | ca. 1418     | 95 | tiếng Latin                                   |
| Tỉnh Thức!                                                                     | Nhân Chứng Giê-hô-va                      | 1919-2011    | >83 | Tiếng Anh                                     |
| The Alchemist                                                                  | Paulo Coelho                              | 1988         | 67 | Tiếng Bồ Đào Nha                              |
| Harry Potter                                                                   | J. K. Rowling                             | 1997         | 67 | English                                       |
| Pippi Longstocking                                                             | Astrid Lindgren                           | 1945         | 64 (Several book series of Astrid's exceed 38 languages)                                                                            | Tiếng Thụy Điển                               |
| Sherlock Holmes                                                                | Arthur Conan Doyle                        | 1887         | 60 | English                                       |
| The Diary of a Young Girl                                                      | Anne Frank                                | 1947         | 60 | Tiếng Hà Lan                                  |
| The Good Soldier Švejk                                                         | Jaroslav Hašek                            | 1923         | 54 | Czech                                         |
| Quo vadis                                                                      | Henryk Sienkiewicz                        | 1895         | >50 | Tiếng Ba Lan                                  |
| Things Fall Apart                                                              | Chinua Achebe                             | 1958         | 50 | English                                       |
| Heidi                                                                          | Johanna Spyri                             | 1880         | 50 | tiếng Đức                                     |
| El Ingenioso Hidalgo Don Quijote de la Mancha                                  | Miguel de Cervantes Saavedra              | 1615         | 48 (Although, according to some Spanish sources (Institute Cervantes), this is the book with the most translations after the Bible) | Tiếng Tây Ban Nha                             |
| The Story of San Michele                                                       | Axel Munthe                               | 1929         | >45 | English                                       |
| The Stranger                                                                   | Albert Camus                              | 1942         | 45 | Tiếng Pháp                                    |
| The Very Hungry Caterpillar                                                    | Eric Carle                                | 1969         | 45 | Tiếng Anh                                     |
| The Da Vinci Code                                                              | Dan Brown                                 | 2003         | 44 | Tiếng Anh                                     |
| The Moomins                                                                    | Tove Jansson                              | 1945         | 43 | Swedish                                       |
| The Kite Runner                                                                | Khaled Hosseini                           | 2003         | 42 | Tiếng Anh                                     |
| Tragedy of Man                                                                 | Imre Madách                               | 1861         | 40 | Hungarian                                     |
| The Hobbit                                                                     | J. R. R. Tolkien                          | 1937         | 40 | English                                       |
| Miffy                                                                          | Dick Bruna                                | 1955         | 40 | Tiếng Hà Lan                                  |
| Paddington Bear                                                                | Michael Bond                              | 1958         | 40 | English                                       |
| The English Roses                                                              | Madonna                                   | 2003         | 37 | Tiếng Anh                                     |
| Perfume                                                                        | Patrick Süskind                           | 1985         | 37 | tiếng Đức                                     |
| Anne of Green Gables                                                           | Lucy Maud Montgomery                      | 1908         | 36 | English                                       |
| Norwegian Wood                                                                 | Haruki Murakami                           | 1987         | 36 | Tiếng Nhật                                    |
| Cien Años de Soledad                                                           | Gabriel García Márquez                    | 1967         | > 35 | Tiếng Tây Ban Nha                             |
| The Tale of Peter Rabbit                                                       | Helen Beatrix Potter                      | 1902         | 35 | English                                       |
| Totto-chan, the Little Girl at the Window                                      | Tetsuko Kuroyanagi                        | 1981         | 35 | Japanese                                      |
| Left Behind                                                                    | Tim LaHaye và Jerry B. Jenkins            | 1995         | 34 | Tiếng Anh                                     |
| The Power of Now                                                               | Eckhart Tolle                             | 1997         | >33 | English                                       |
| Dead Until Dark                                                                | Charlaine Harris                          | 2001         | 34 | Tiếng Anh                                     |
| Goosebumps                                                                     | R. L. Stine                               | 1992         | 32 | Tiếng Anh                                     |
| Alexander trilogy                                                              | Valerio Massimo Manfredi                  | 1998         | 32 | Tiếng Ý                                       |
| Gone With the Wind                                                             | Margaret Mitchell                         | 1936         | 32 | Tiếng Anh                                     |
| 'Art'                                                                          | Yasmina Reza                              | 1994         | 30 | Tiếng Pháp                                    |
| Spiderwick                                                                     | Tony DiTerlizzi và Holly Black            | 2003         | 30 | Tiếng Anh                                     |
| The Tale of Genji                                                              | Murasaki Shikibu                          | 1001         | 30 | Tiếng Nhật                                    |
| Millennium Trilogy                                                             | Stieg Larsson                             | 2005         | 30 | Tiếng Thụy Điển                               |
| The No. 1 Ladies' Detective Agency                                             | Alexander McCall Smith                    | 1998         | 30 | English                                       |
| The Pillars of the Earth                                                       | Ken Follett                               | 1989         | 30 | English                                       |
| Chasing Vermeer                                                                | Blue Balliett                             | 2003         | 30 | Tiếng Anh                                     |
| Buddenbrooks                                                                   | Thomas Mann                               | 1901         | 30 | tiếng Đức                                     |
| Under the Yoke                                                                 | Ivan Vazov                                | 1893         | 30 | Bulgarian                                     |
| In Defence of Global Capitalism                                                | Johan Norberg                             | 2001         | 28 | Tiếng Thụy Điển                               |